# 張瀚天
張瀚天（1968年9月5日—），中華民國彰化縣人，中國國民黨籍，曾以無黨籍身份當選第18屆彰化縣議員，並在第19屆連任。為彰化縣農會第19屆常務監事。2020年參選彰化縣立委未當選。曾因販毒入獄。

## 生平
張瀚天，1968年9月5日生於中華民國彰化縣，父親於彰化縣務農，張瀚天自幼跟著父母下田。從政前曾經營養豬事業，並於40歲當選曾任彰化市農會第16屆理事長，並在任期期滿後連任第17屆理事長，現為彰化市農會第19屆常務監事。
張瀚天曾以無黨籍身份於2014年當選彰化縣第18屆議員、2018年當選彰化縣第19屆議員，並在2019年8月被國民黨提名參選彰化第二選區（彰化市、花壇、芬園）立委挑戰民進黨現任立委黃秀芳及無黨籍黃玉芬，最終落選。

## 選舉紀錄

#### 2014年彰化縣議員選舉
彰化縣第一選舉區（彰化市、花壇鄉、芬園鄉）
| 號次 | 候選人 | 性別 | 政黨   | 得票數 | 得票率 | 當選標記 |
| ---- | ------ | ---- | ------ | ------ | ------ | -------- |
| 13   | 張瀚天 | 男   | 無黨籍 | 11,265 | 6.85%  |          |

#### 2018年彰化縣議員選舉
彰化縣第一選舉區（彰化市、花壇鄉、芬園鄉）
| 號次 | 候選人 | 性別 | 政黨   | 得票數 | 得票率 | 當選標記 |
| ---- | ------ | ---- | ------ | ------ | ------ | -------- |
| 19   | 張瀚天 | 男   | 無黨籍 | 19,312 | 12.02% |          |

### 2020年區域立法委員選舉
| 1        | 張瀚天   | 中國國民黨    | 78,177票 | 42.48%                        |                               |
| 2        | 黃秀芳   | 民主進步黨    | 83,013票 | 45.11%                        | 當選                          |
| 3        | 黃玉芬   | 無黨籍        | 22,834票 | 12.41%                        |                               |
| 選舉日期 | 選舉日期 | 2020年1月11日 | 選舉人數 | 241,162人                     | 241,162人                     |
| 投票率   | 投票率   | 77.41%        | 投票人數 | 有效：184,024人 無效：2,653人 | 有效：184,024人 無效：2,653人 |

## 爭議
在其2019年參選期間，民進黨祕書長羅文嘉指張瀚天曾於1993年涉販毒入獄，國民黨彰化第二選區立委初選參選人陳杰曾向前總統馬英九反映，馬英九回應：「已請黨務高層務必慎重處理」。國民黨考紀會指出，張瀚天26年前遭判刑，排黑條款於19年前修訂，基於不溯既往，認定張的參選資格沒問題。
張翰天表示，他坦然面對、並未隱瞞24歲時犯下的煙毒案前科。該案已在1993年結案，他也在獄中服刑3年多後假釋出獄。

## 外部連結
- 張瀚天的Facebook專頁